# 라트비아계 미국인
라트비아계 미국인(영어: Latvian Americans, 라트비아어: Amerikas latvieši)은 라트비아 혈통을 가진 미국인이다. 2008년 미국 커뮤니티 설문조사에 따르면, 전체 또는 부분적으로 라트비아 혈통을 가진 미국인은 93,498명이다.

## 역사
1888년에 미국으로 이주한 라트비아 정착민들의 첫 번째 중요한 물결이 보스턴으로 밀려왔다. 세기 말까지 많은 라트비아 이민자들은 주로 뉴욕, 필라델피아, 클리블랜드, 시카고와 같은 동부 및 중서부 도시와 시애틀, 포틀랜드, 로스앤젤레스, 샌프란시스코와 같은 서부 해안 도시에 정착했다. 대부분의 라트비아인들은 도시에 정착했지만, 보스턴의 록스버리 지역을 제외한 대부분의 지역에서는 흩어져 살았으며 민족적인 이웃을 형성하지 않았다.
일부 이민자들은 농촌 지역에도 정착했지만, 그 수가 적고 일반적으로 오래 지속되는 공동체를 형성하지 못했다. 미국 최초의 라트비아인들이 지은 루터교회는 1906년 위스콘신주 링컨군에 세워졌으며, 1897년 농업 식민지가 설립되었다.
1905년 러시아 혁명이 실패한 후인 1906년경부터 라트비아 이민의 새로운 물결이 시작되었다. 이 이민자들 중 상당수는 러시아 군인에게 발각되면 사망할 수 있는 정치 지도자이자 평신도 혁명가였기 때문에 다른 나라에서 생존하고 혁명 운동을 계속하기 위해 이민을 떠났다. 대부분의 라트비아 혁명가들은 미국으로 이주한 초기 이민자들보다 정치적으로 더 급진적이어서 여러 지역 사회 내에서 사회적 마찰이 커졌다.
1917년, 많은 라트비아 혁명가들이 볼셰비키 정부 수립을 위해 고국으로 돌아갔다. 1918년 라트비아가 독립을 선언하자 일부 민족주의자들도 귀국했다.
제1차 세계 대전 이후 새로 독립한 국가의 경제 개선 약속, 1924년 미국이 설정한 이민 쿼터, 대공황 등이 모두 라트비아에서 미국으로의 이민을 줄이는 데 기여했다. 1920년부터 1939년까지 미국에 도착한 라트비아인은 4,669명에 불과했다.

## 인구 통계학
2000년 미국 인구 조사에 따르면, 총 87,564명의 라트비아계 사람들이 미국에 거주하고 있다. 더 많은 인구가 캘리포니아주, 뉴욕주, 일리노이주, 플로리다주, 매사추세츠주에 거주하고 있다. 많은 라트비아계 미국인 (약 9,000명)은 이중 국적을 가지고 있으며, 이는 소련으로부터 독립한 후 이민자들에게 제공되었다. 20세기 후반 이후로 더 많은 라트비아계 미국인들이 라트비아로 돌아갔다. 다른 사람들은 재정적 지원을 제공하고 다양한 단체에 자료를 제공한다. 일부 라트비아계 미국인들은 그곳에 정착하여 라트비아의 사에이마 또는 의회에 선출되었다.

## 대표적인 인물
- 멜빈 더글러스
- 마크 로스코
- 버디 엡슨
- 아서 레너드 숄로
- 모리스 할레
- 데이브 그루신
- 잭 니컬슨
- 크리샤니스 카린슈
- 디안드레 예들린
- 제이크 질런홀
- 벤 새비지
- 라우브
- 프랜시스 콘로이
- 매기 질런홀
- 제시 앤드루스